# Ramaria acutissima
Ramaria acutissima är en svampart som först beskrevs av Miles Joseph Berkeley, och fick sitt nu gällande namn av Corner 1950. Ramaria acutissima ingår i släktet Ramaria och familjen Gomphaceae.   Inga underarter finns listade i Catalogue of Life.